# Грегерсен, Стиан
Стиан Роде Грегерсен (норв. Stian Rode Gregersen; 17 мая 1995, Кристиансунн, Норвегия) — норвежский футболист, защитник клуба «Атланта Юнайтед» и национальной сборной Норвегии.

## Клубная карьера
Грегерсен начал профессиональную карьеру в клубе «Молде». В 2014 году он стал чемпионом страны, хотя не провёл на поле ни минуты. В 2015 году для получения игровой практики Стиан на правах аренды перешёл в «Кристиансунн». 12 апреля в матче против «Левангера» он дебютировал в Первой лиге Норвегии. 21 июня в поединке против «Хёнефосса» Грегерсен забил свой первый гол за «Кристиансунн». После окончания аренды Стиан вернулся в «Молде». 17 июля 2016 года в матче против «Старта» он дебютировал в Типпелиге. 16 февраля 2017 года Грегерсен продлил контракт с «Молде» до 2020 года. 5 апреля в поединке против «Лиллестрёма» он забил свой первый гол за «Молде». 16 февраля 2019 года Грегерсен был отдан в аренду шведскому клубу «Эльфсборг» до конца сезона 2019.
31 августа 2021 года Грегерсен перешёл во французский «Бордо», подписав четырёхлетний контракт до июня 2025 года.
11 января 2024 года Грегерсен перешёл в клуб MLS «Атланта Юнайтед», подписав контракт до конца сезона 2027 с опцией продления на сезон 2028. По сообщениям прессы, сумма трансфера составила 3,5 млн долларов. В американской лиге он дебютировал 24 февраля в матче стартового тура сезона 2024 против «Коламбус Крю».

## Международная карьера
Дебют за национальную сборную Норвегии состоялся 27 марта 2021 года в матче квалификации на чемпионат мира 2022 года против сборной Турции (0:3).

## Статистика

### Матчи Грегерсена за сборную Норвегии
| Матчи Грегерсена за сборную Норвегии | Матчи Грегерсена за сборную Норвегии | Матчи Грегерсена за сборную Норвегии | Матчи Грегерсена за сборную Норвегии | Матчи Грегерсена за сборную Норвегии | Матчи Грегерсена за сборную Норвегии |
| ------------------------------------ | ------------------------------------ | ------------------------------------ | ------------------------------------ | ------------------------------------ | ------------------------------------ |
| №                                    | Дата                                 | Соперник                             | Счёт                                 | Голы Грегерсена                      | Соревнование                         |
| 1                                    | 27 марта 2021                        | Турция                               | 0:3                                  | —                                    | Чемпионат мира 2022 (отбор)          |
| 2                                    | 30 марта 2021                        | Черногория                           | 1:0                                  | —                                    | Чемпионат мира 2022 (отбор)          |
| 3                                    | 6 июня 2021                          | Греция                               | 1:2                                  | —                                    | Товарищеский матч                    |
| 4                                    | 11 октября 2021                      | Черногория                           | 2:0                                  | —                                    | Чемпионат мира 2022 (отбор)          |
| 5                                    | 16 ноября 2021                       | Нидерланды                           | 0:2                                  | —                                    | Чемпионат мира 2022 (отбор)          |
| 6                                    | 17 ноября 2022                       | Ирландия                             | 2:1                                  | —                                    | Товарищеский матч                    |
| 7                                    | 20 ноября 2022                       | Финляндия                            | 1:1                                  | —                                    | Товарищеский матч                    |
| 8                                    | 16 ноября 2023                       | Фарерские острова                    | 2:0                                  | —                                    | Товарищеский матч                    |

Итого: 8 матчей / 0 голов; 4 победы, 1 ничья, 3 поражения.

## Достижения
Командные
- «Молде»
  - Чемпион Норвегии: 2014
  - Обладатель Кубка Норвегии: 2014, 2021